# Björn Hellberg

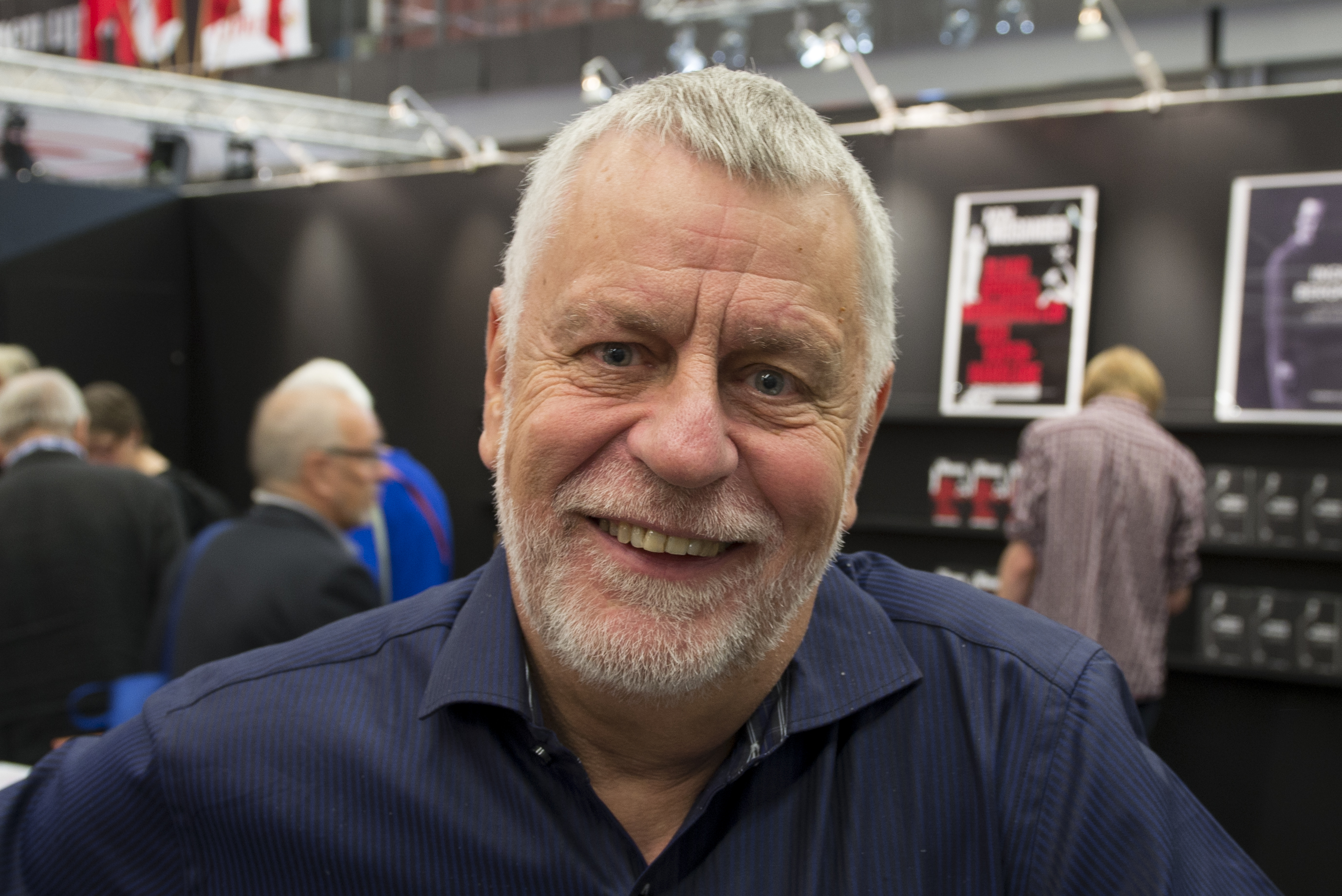
Björn Hellberg 2013

Björn Hellberg (Borås, 4 de Agosto de 1944. Famoso jornalista desportivo , é muito conhecido no seu país natal por ser juri no concurso televisivo På spåret". Escreveu muitos romances criminais que foram traduzidos em várias línguas.
Foi nomeado cidadão honorário da cidade de Laholm, onde uma rua tem o seu nome  (Hellbakken).